# Нова Водолага
Нова́ Водола́га — селище в Україні, центр Нововодолазької селищної громади Харківського району Харківської області. До 2020 року центр Нововодолазького району.

## Географічне розташування
Селище міського типу Нова Водолага знаходиться на березі річки Вільхуватка, вище за течією примикає село Новоселівка, нижче за течією на відстані 2 км розташовані села Вільхуватка та Щебетуни.
До селища примикає село Просяне. Поруч проходить автомобільна дорога М18 (E105). Через селище проходять автомобільна дорога Т 1901 і залізниця (станція Водолага). До селища примикає кілька лісових масивів (дуб).

## Історія
Роком заснування слободи Нова Водолага («адалага» у перекладі з тюркської — «господар чистої води, ріки») офіційно вважається 1675. Засновником вважається харківський полковник Григорій Донець. 
Нова Водолага розташована в долині річки Вільхуватка (басейн Сіверського Дінця). З історико-філологічних джерел відомо, що іменник — назва Водолага зустрічається з кількома прикметниками, утворюючи словосполучення — назви поселень (Стара Водолага, Нова Водолага, Мала Водолага). Згадки про них можна знайти вже в XVI—XVII столітті.
В кінці 70-х років XVII століття було зведено укріплення Ізюмської лінії (1679—1680 рр.), які простяглися і по річці Мож.
Козацькі родини, які переселялися з Наддніпрянської України, заснували також і слободу Нова Водолага. 
Слобода була розташована на одному з татарських шляхів — Муравському шляху, тому жителі слободи чимало терпіли від татарських нападів. Так, у 1689 році татари напали і зруйнували Нову Водолагу, погнали людей в неволю. У 1694 році Нуррадін Султан з 15-ти тисячною ордою татар та загоном яничарів грабує й розоряє низку населених пунктів Слобідської України, зокрема, й слободи Нову Водолагу та Стару Водолагу.
1724 року у Новій Водолазі налічувалося 382 двори, а 1730 року у слободі мешкало 4900 жителів. 1732 року тут було дві церковно-парафіяльні школи, а 1749 року відкрили слов'яно-латинське училище. В містечку діяла ратуша, що користувалася власною печаткою з гербом. В адміністративному відношенні Нова Водолага належала до Харківського козацького слобідського полку.
1775 року слободи Нова і Стара Водолаги, Караван були приєднані до Азовської губернії.
Жителі Нової Водолаги займалися вичинкою шкір, виготовленням лимарських виробів, пошивом взуття, одягу і головних уборів, винокурінням, садівництвом та гончарним промислом. Також активно розвивалося домашнє виробництво знарядь сільськогосподарської праці, столярних та бондарних виробів. За свідченнями істориків, у 1780 році в слободі було 18 кузень й 34 винокурні.
На базі родовища цінної глини розвивалось гончарне виробництво. Високоякісний з художнім оздобленням посуд нововодолазьких гончарів славився далеко за межами Харківської губернії.
З другої половини XVIII сторіччя на Слобожанщині розвивалось шовківництво, центром якого стала Нова Водолага. Тут був збудований завод, який мав приміщення для розведення шовкопрядів і устаткування для мотання шовку.
1773 року за наказом Катерини II у Новій Водолазі було створене губернське управління по шовківництву, 1800 року його ліквідували та створили інспекцію по шовківництву для Слобідсько-Української губернії. Під наглядом цієї інспекції знаходилось 23 плантації.
1835 року внаслідок сильних морозів загинули тутові дерева, шовківництво занепало, але слобода продовжувала розвиватися.
За даними на 1864 рік у казенній слободі, центрі Нововодолазької волості Валківського повіту, мешкало 6736 осіб (3256 чоловічої статі та 3480 — жіночої), налічувалось 898 дворових господарств, існували 2 православні церкви, богодільня, поштова станція, училище, відбувалось 4 ярмарки на рік та базари.
У 1871 році Харківським товариством поширення у народі грамотності була відкрита у селі одна з перших у Східній Україні безплатна народна бібліотека.
Станом на 1885 рік у колишній державній слободі мешкало 6767 осіб, налічувалось 1159 дворових господарств, існували 3 православні церкви, школа, богодільня, поштова станція, 3 постоялих двори, 4 лавки, відбувались базари по неділях, 4 ярмарки на рік.
За переписом 1897 року кількість мешканців зросла до 8360 осіб (4163 чоловічої статі та 4197 — жіночої), з яких всі — православної віри.
Станом на 1914 рік кількість мешканців зросла до 8408 осіб.
На початку XIX століття в кустарній промисловості Нової Водолаги значне місце займала переробка тваринних жирів.
Нова Водолага також славилась чумацьким промислом. Навіть у 80-х роках XIX століття, коли в зв'язку з появою залізниці чумацтво почало занепадати, місцеві мешканці не припиняли зв'язків з Кримським півостровом.

### Українська революція
В 1917 році село входить до складу Української Народної Республіки.

### Радянська влада
У середині 20-х років XX століття 5,4 % жителів Нової Водолаги займались кустарним промислом, а 91,4 % — сільським господарством.
У 30-ті роки уНововодолазькому районі діяли колективні господарства, промислові та комунальні підприємства. У Новій Водолазі працював ходовий завод, цегельня, пекарня, населення району було забезпечене різноманітною продукцією, яку випускали на підприємствах промислової кооперації.
У Новій Водолазі діяли електростанція, радіовузол, кінотеатр, акушерсько-сестринська школа, у районі – десятки шкіл.
На полях району працювали трактори, автомашини, ця та інша техніка належала машино-тракторній станції, яка з 1933 року стала центром технічного переобладнання сільського господарства.
Мирне життя громадян  було порушено початком німецько - радянської війни. З перших її днів до лав Червоної армії з Нововодолазького району були мобілізовані 2279 жителів району, 75 чоловік вступили у винищувальні загони, 47 – до народного ополчення. У підготовку до боротьби проти завойовників включились не тільки чоловіки. Сотні людей виявили бажання працювати на будівництві оборонних споруд, і не тільки у своєму районі, а й у сусідніх. Кожен з них намагався зробити посильний внесок у підготовку до спротиву. Улітку 1941 року нововодолажчани приймали переселенців з уже окупованих Київської та Чернігівської областей, інших західних регіонів СРСР.
Намагаючись допомогти армії, колгоспники спішно збирали врожай. На полях трудилися в основному жінки, а також діти та пенсіонери. Робота була не з легких, оскільки через мобілізацію на фронт техніки, врожай доводилося збирати вручну. Коли наближався до Харківщини, жителі Нововодолазького та Старовірівського районів допомагали евакуйовувати матеріальні цінності колгоспів, радгоспів, худобу, техніку вглиб країни.
Вогненні роки: Нововодолажчина у Другій світовій війні [Текст] : [наук.-публ. зб.] / Тетяна Кобзева, Олена Дьякова. - Харків : Федорко, 2017. - 576 с. : фот. - Бібліогр.: с. 561-574. - 200 прим. - ISBN 978-617-7298-58-7. С. 8-9).

### Німецька окупація
19 жовтня 1941 року в Нову Водолагу увійшли німецькі війська. За місяць до цього на території району  було сформовано партизанський загін із 58 чоловік.
Навесні 1942 року, коли Червона Армія готувалась до наступу, загін отримав завдання пройти в глибокий тил ворога і своїми діями сприяти успіху операцій регулярних частин. 20 травня радянські партизани перейшли лінію фронту та 23 травня в Зміївських лісах з'єдналися з партизанським загоном, яким керував Герой Радянського Союзу І. І. Копьонкін. Через декілька днів об'єднаний загін з'явився у Нововодолазьких лісах, з яких і розгорнув бойові дії.
З жовтня 1941 року по 25 лютого 1943 року нововодолазькі партизани знищили 497 німецьких солдат і офіцерів, 69 поліцейських і 5 інших осіб, звільнили з німецького концтабору 200 в'язнів, пустили під укіс два ешелони, знищили 2 гармати, 10 автомашин, підірвали 10 мостів.
У лютому 1943 року на підступах до Нової Водолаги тривали бої вояків Вермахту із частиною 6-го гвардійського кавалерійського корпусу Червоної Армії. Проти 33-го гвардійського кавалерійського полку, який зайняв оборону біля хутора Булахи, виступили два полки німецької піхоти з 25 танками. Радянські вояки, які загинули в цих боях, поховані в братській могилі біля хутора Булахи.
6 березня 1943 року радянським військам довелося відступити з Нової Водолаги. У підвалі зруйнованої лікарні залишилося більше 70 тяжкопоранених бійців. Нова Водолага перейшла під контроль радянських військ 14 вересня 1943 року.

### Незалежна Україна

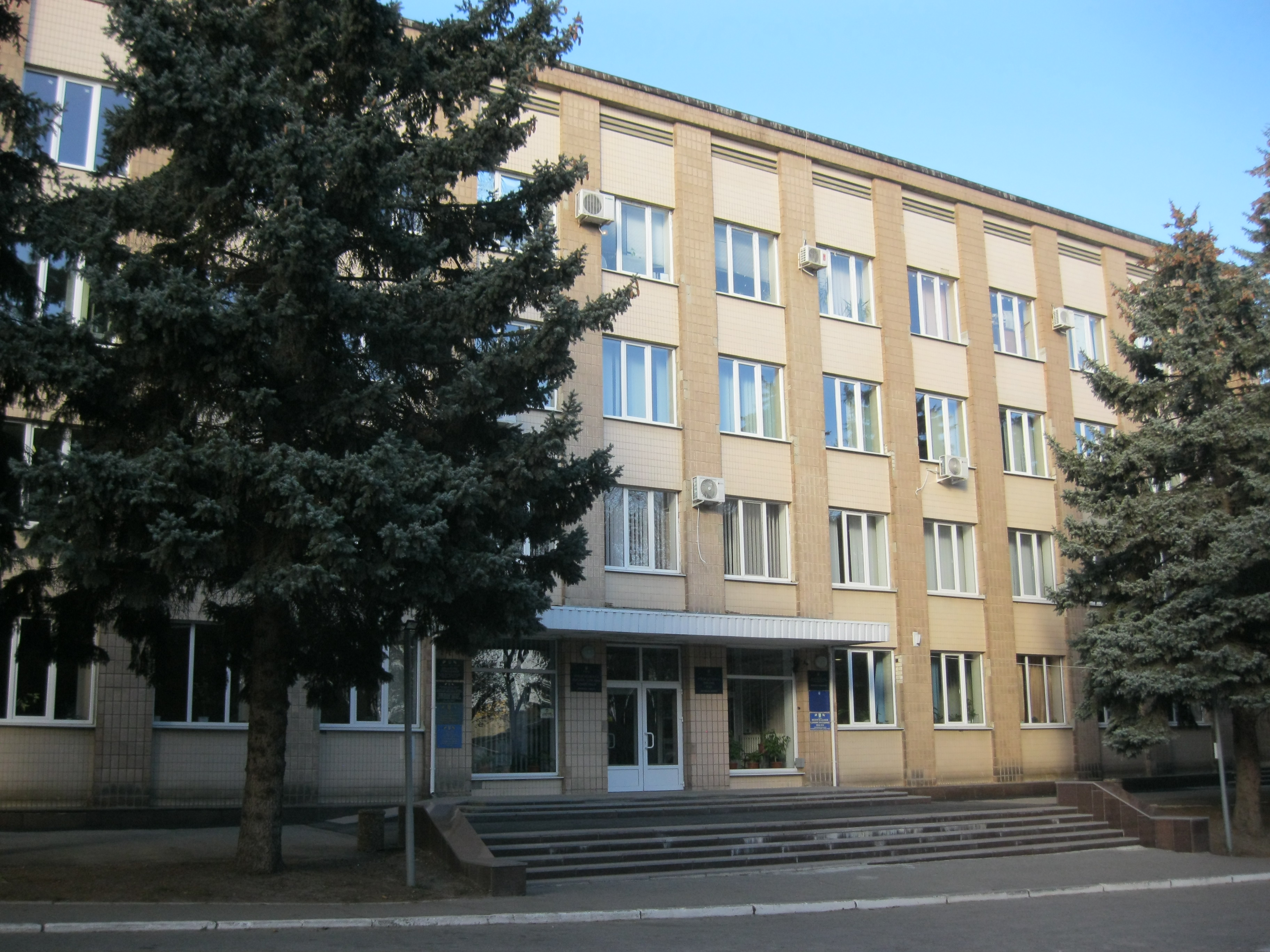

З 24 серпня 1991 року Нова Водолага належить до незалежної України. 
У січні 2017 року Нова Водолага стала центром Нововодолазької об'єднаної територіальної громади.

## Населення

### Мова
Розподіл населення за рідною мовою за даними перепису 2001 року:
| Мова            | Кількість | Відсоток |
| --------------- | --------- | -------- |
| українська      | 12263     | 90.58%   |
| російська       | 1217      | 8.99%    |
| білоруська      | 9         | 0.07%    |
| румунська       | 3         | 0.02%    |
| вірменська      | 1         | 0.01%    |
| інші/не вказали | 45        | 0.33%    |
| Усього          | 13538     | 100%     |

## Економіка
- Молочно-товарна ферма.
- ТОВ «МК РІАЛ», м`ясокомбінат.
- Нововодолазький молокозавод[15]
- Завод ПП «Данко Декор», ТОВ
- Нововодолазький масло-жировий комбінат, ТОВ.
- Нововодолазька райспоживспілка.
- «Буддеталь», Нововодолазький комбінат, КП.
- Нововодолазька державна насіннєва інспекція.
- Нововодолазький хлібокомбінат.
- Нововодолазький рибгосп.
- Нововодолазька районна друкарня, КП
- Новоселівський ГЗК, ЗАТ, видобуток кварцового піску.
- Нововодолазьке лісництво.
- «АГРОСЕРВІС», ВАТ.
- Нововодолазький плодоовочевий комбінат.
- «Водолазьке», ТОВ.
- Нововодолазький абразивний завод

### Транспорт

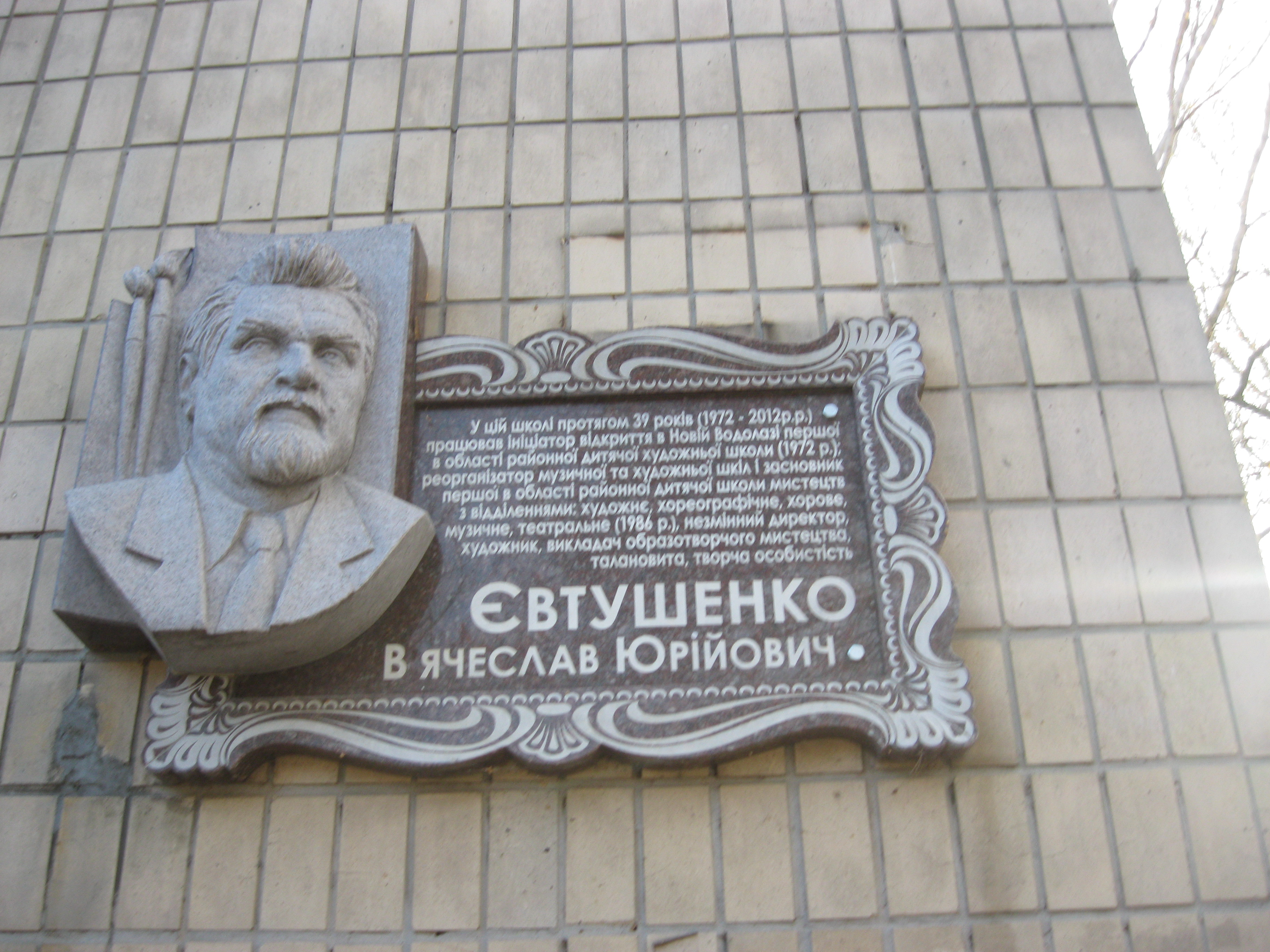

Відстань до міста Харків — 45 км, до Старої Водолаги — 8 км. До Харкова щогодини, а в пікові години і частіше курсують приміські електропоїзди.

## Об'єкти соціальної сфери
- Нововодолазький дитячий садок № 1.
- Нововодолазька загальноосвітня школа I—III ступенів № 2.
- Нововодолазька загальноосвітня школа I—III ступенів для дітей-сиріт та дітей, які залишилися без батьківського піклування.
- Нововодолазька загальноосвітня школа-інтернат I—III ступенів для дітей-сиріт та дітей, які залишилися без батьківського піклування.
- Нововодолазький ліцей.
- Нововодолазька гімназія.
- Нововодолазький будинок юнацької творчості.
- Нововодолазька дитяча школа мистецтв.
- Нововодолазький спортивно-технічний клуб Харківської області.
- Нововодолазька навчально-курсова філія.
- Нововодолазький краєзнавчий музей.
- Нововодолазький будинок культури.
- Нововодолазька станція швидкої допомоги.
- Нововодолазька районна лікарня.
- Нововодолазька центральна районна бібліотека.
- Дитячий садок.
- Школа.
- Клуб.
- Фельдшерсько-акушерський пункт.
- Стадіон
- Центр первинної медико-санітарної допомоги[16]

## Пам'ятки
- Преображенський храм.
- В кварцовому кар'єрі є чудові місця для відпочинку

Парк "Ювілейний"
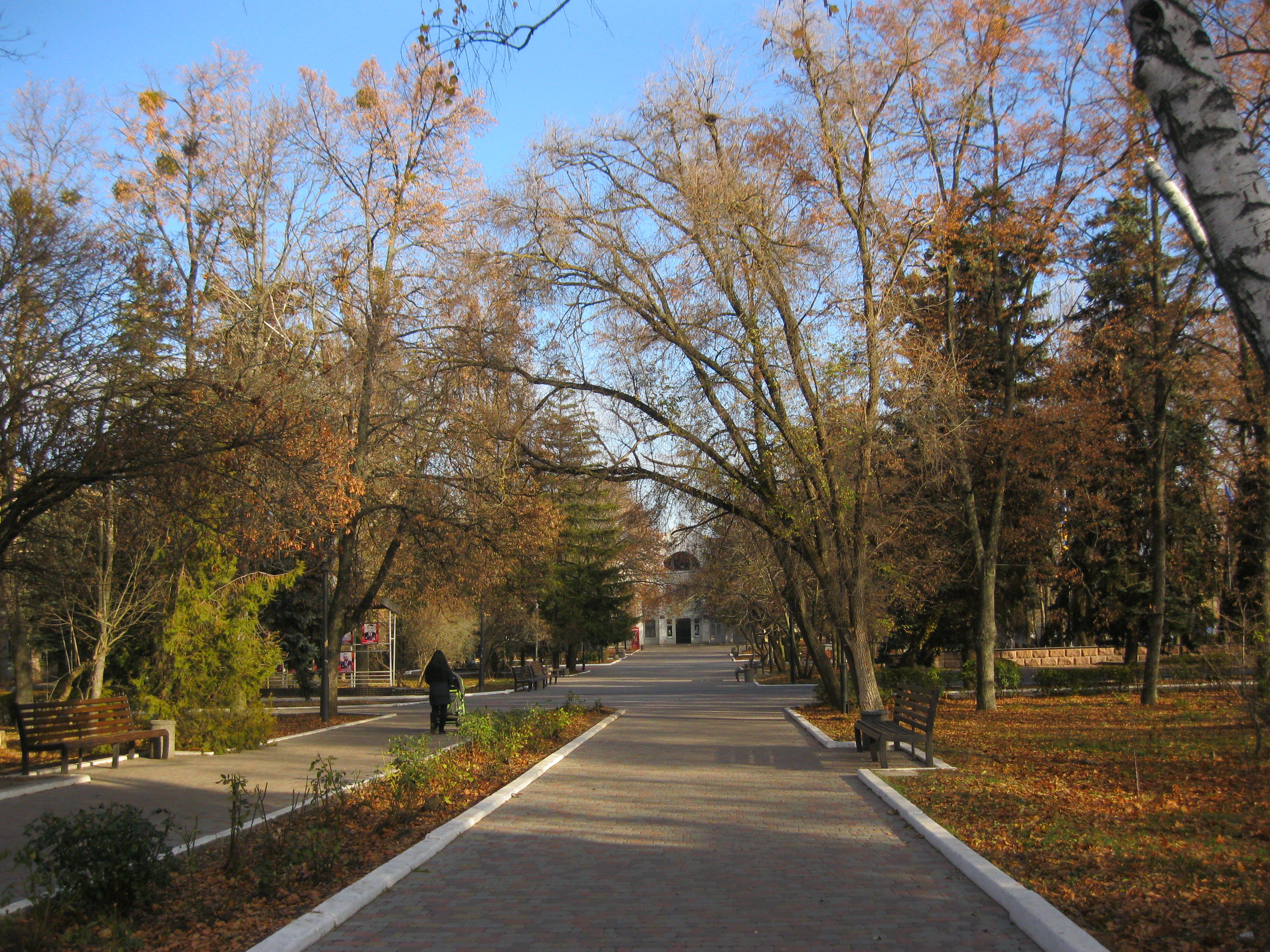
Парк «Ювілейний»
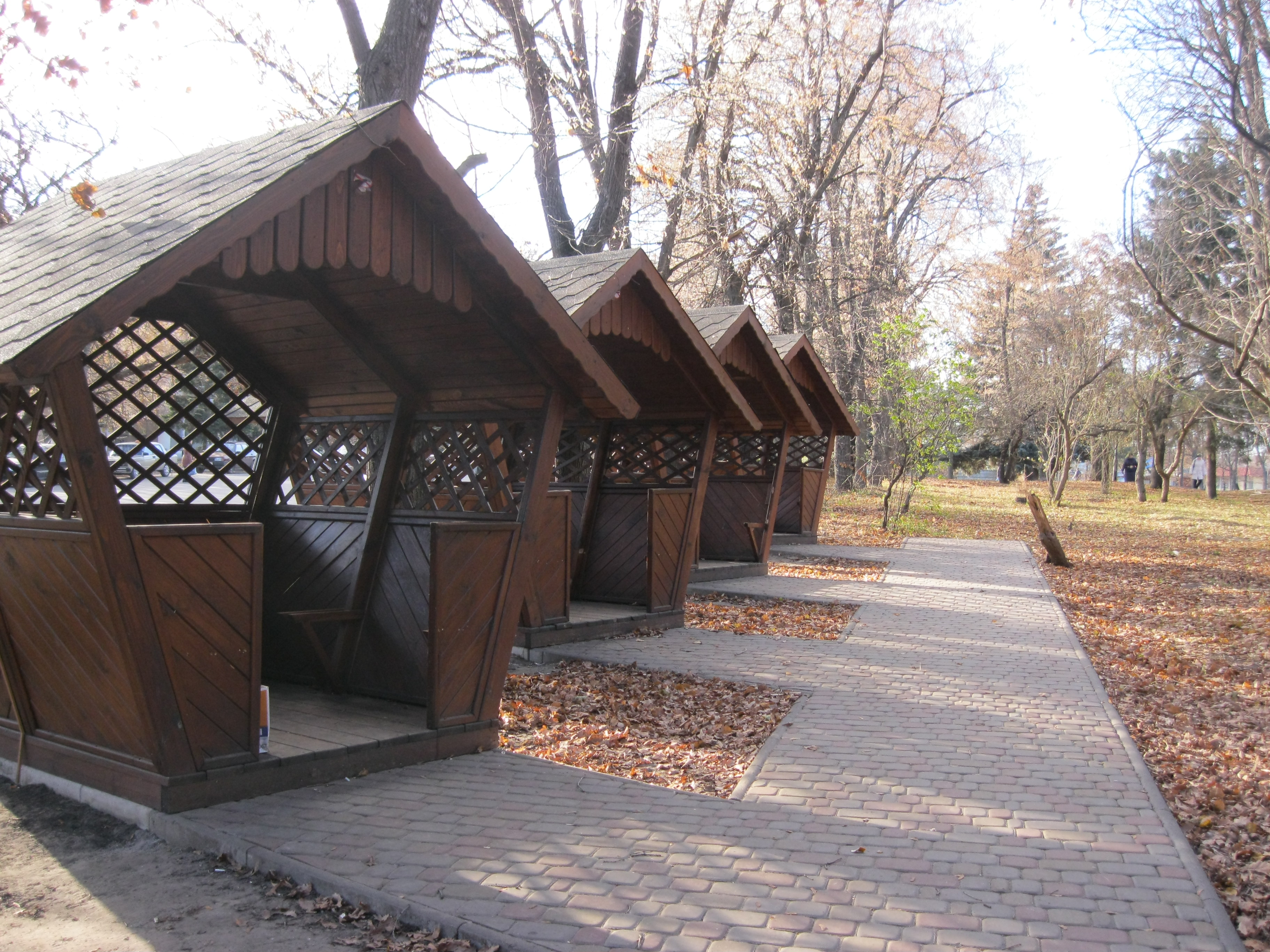
Парк «Ювілейний»
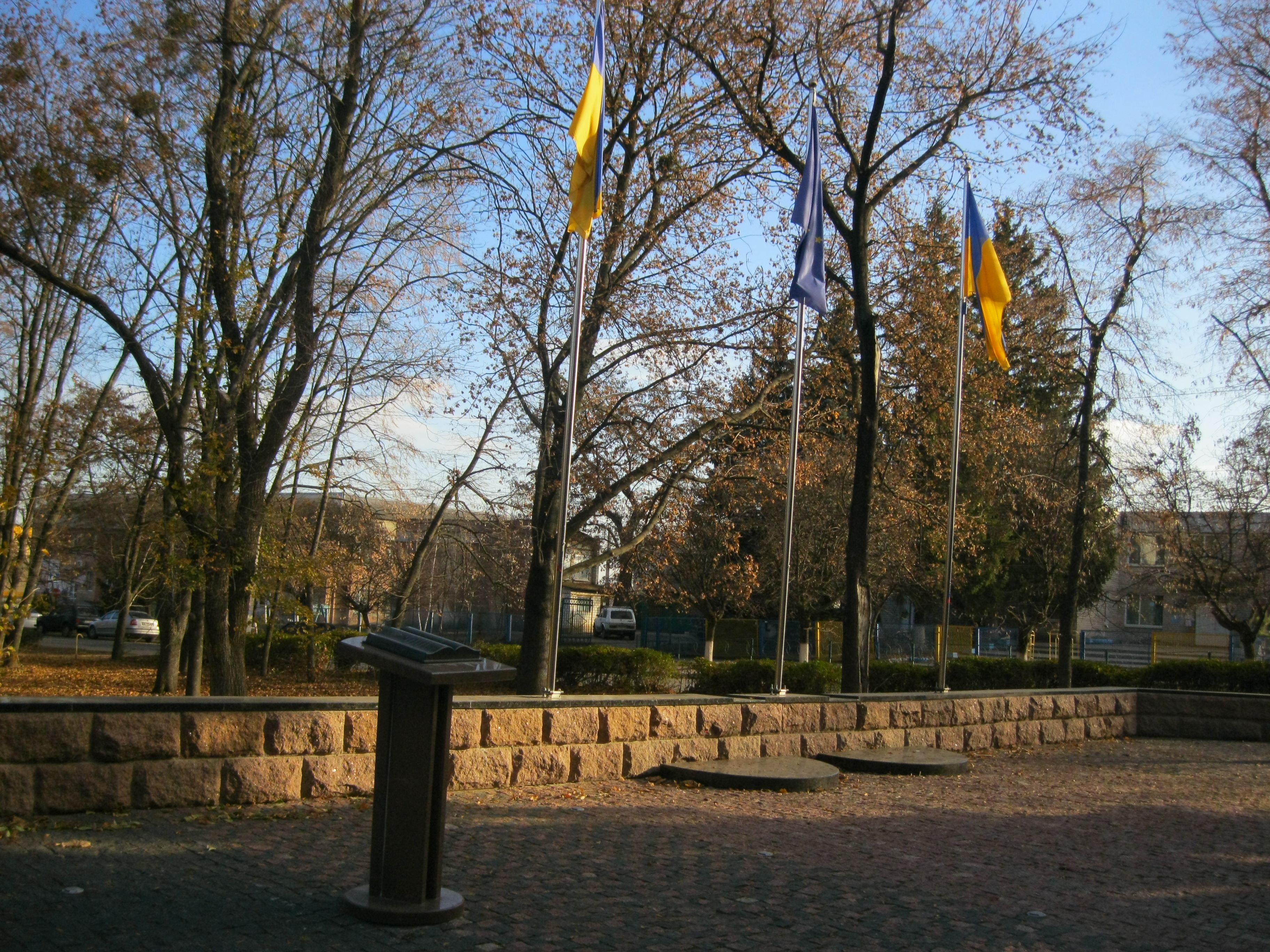
Парк «Ювілейний»
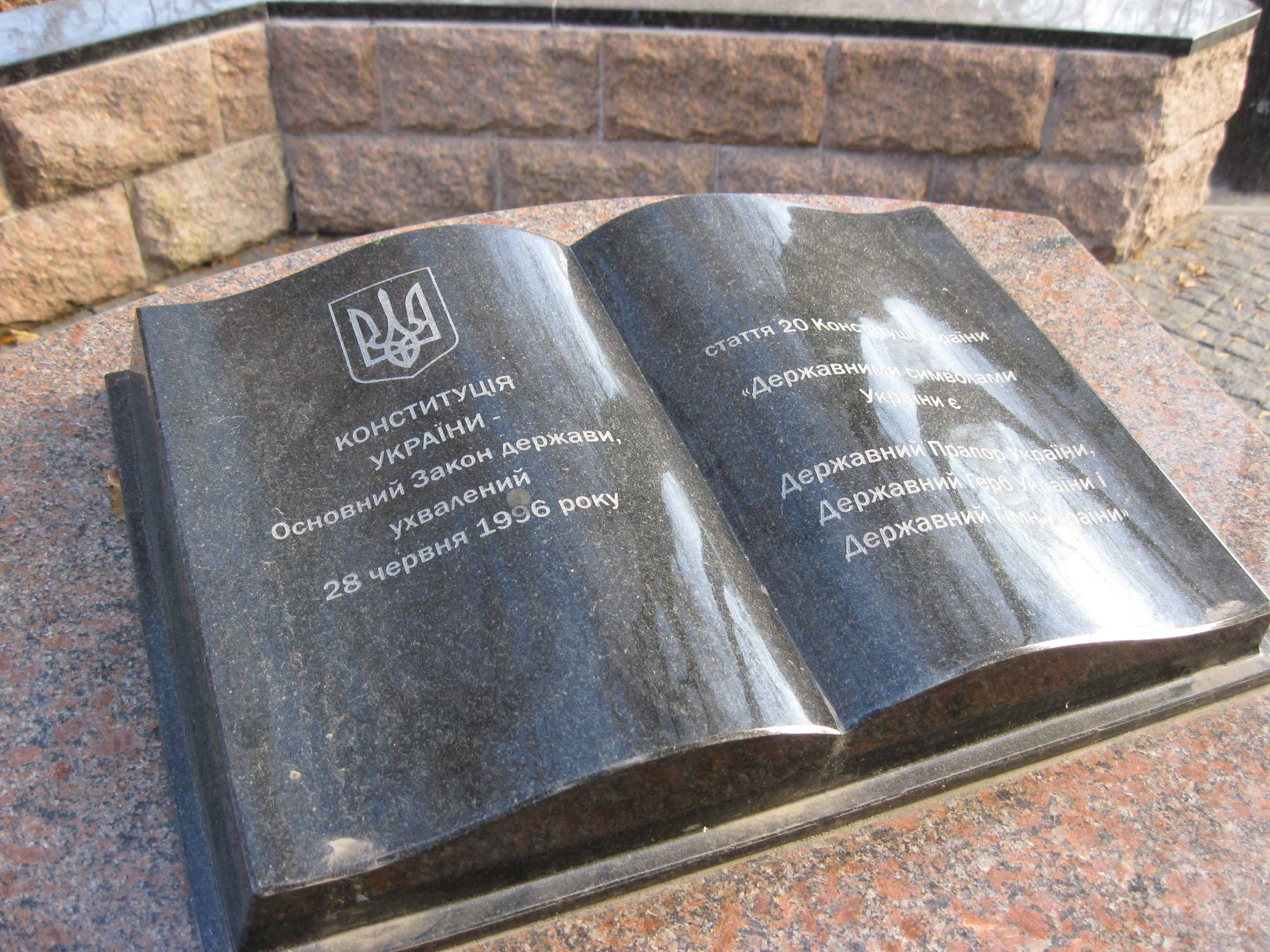
Парк «Ювілейний»
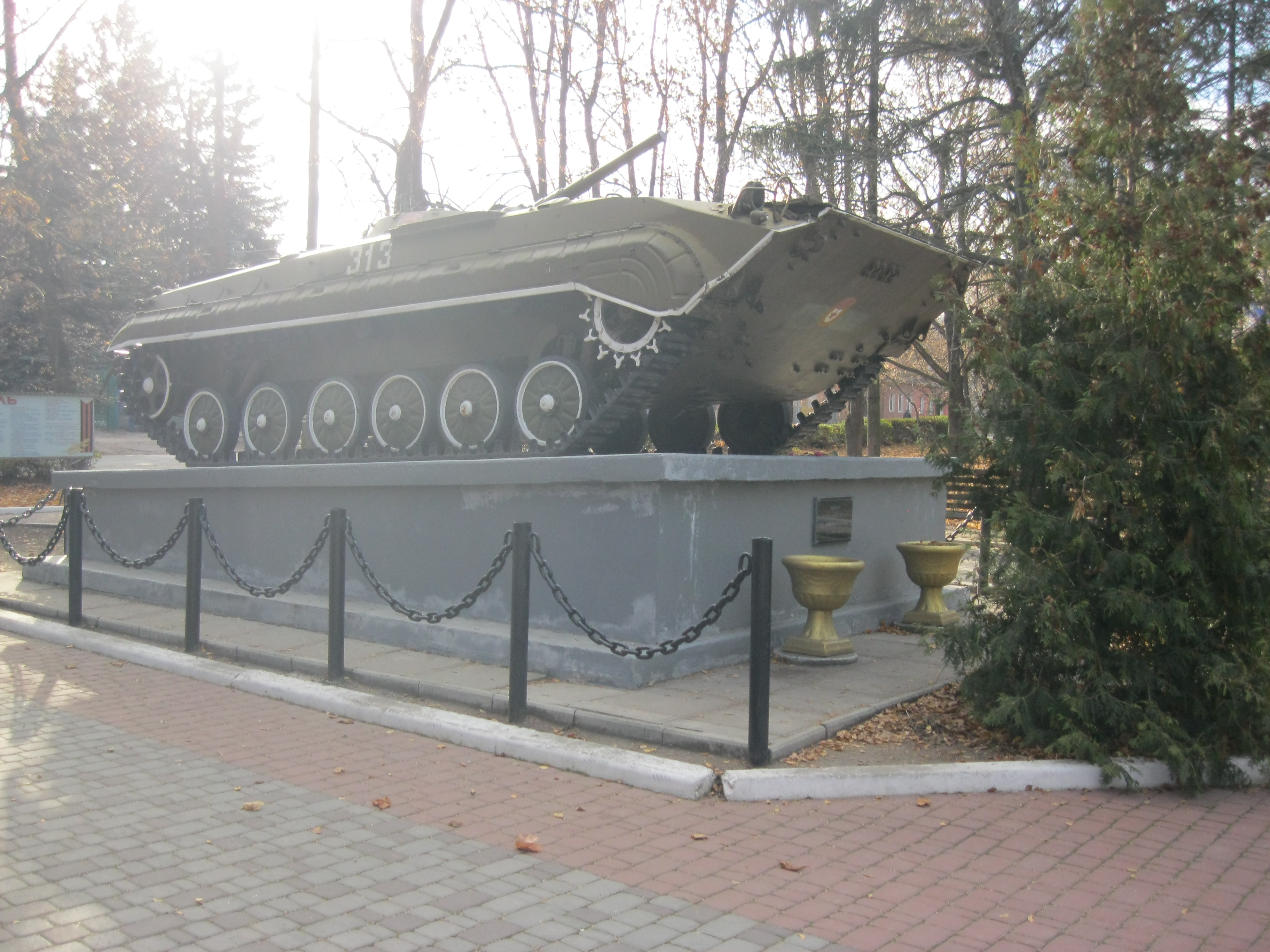
Парк «Ювілейний»
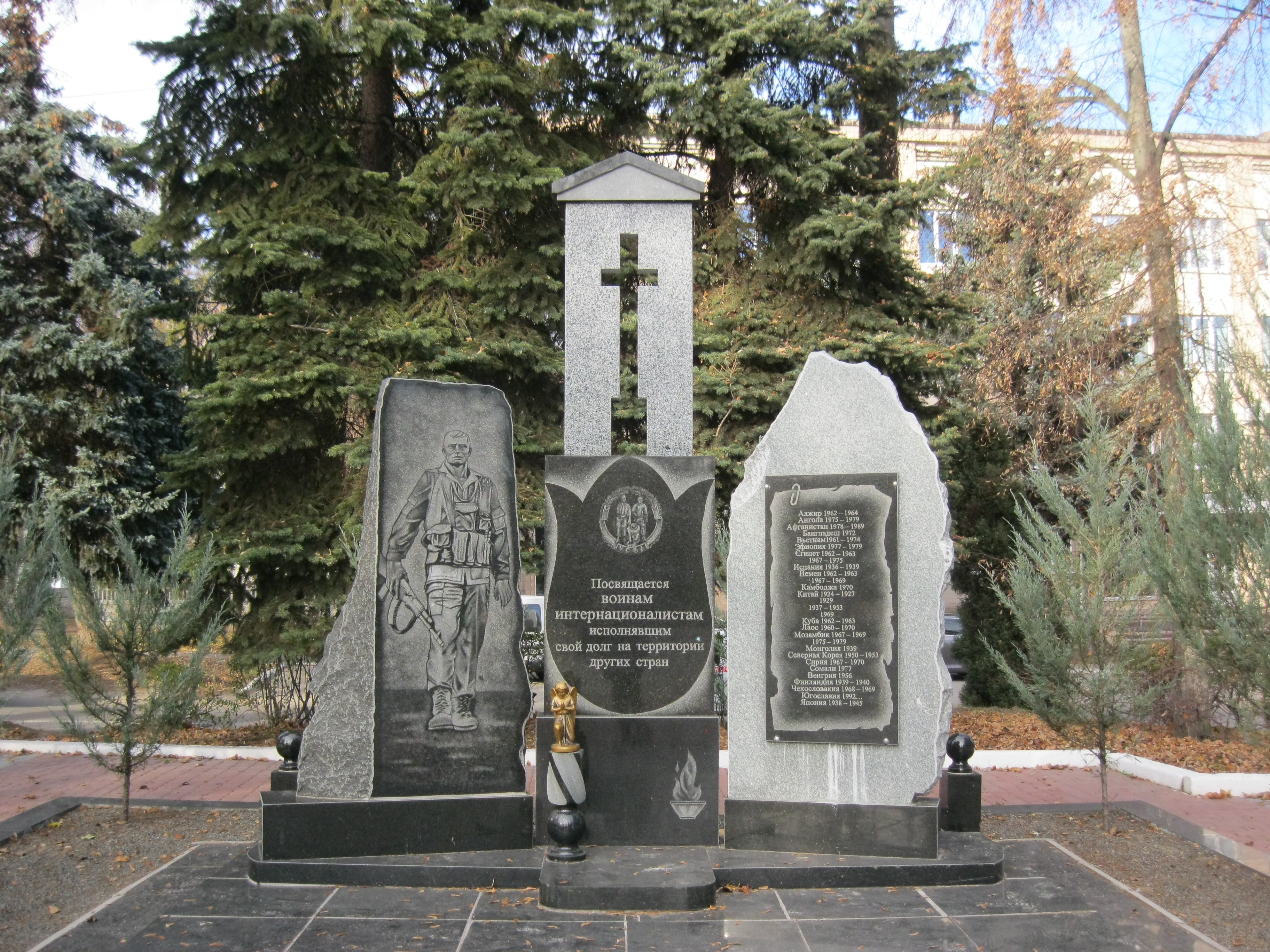
Пам'ятник воїнам-афганцям у парку «Ювілейний»
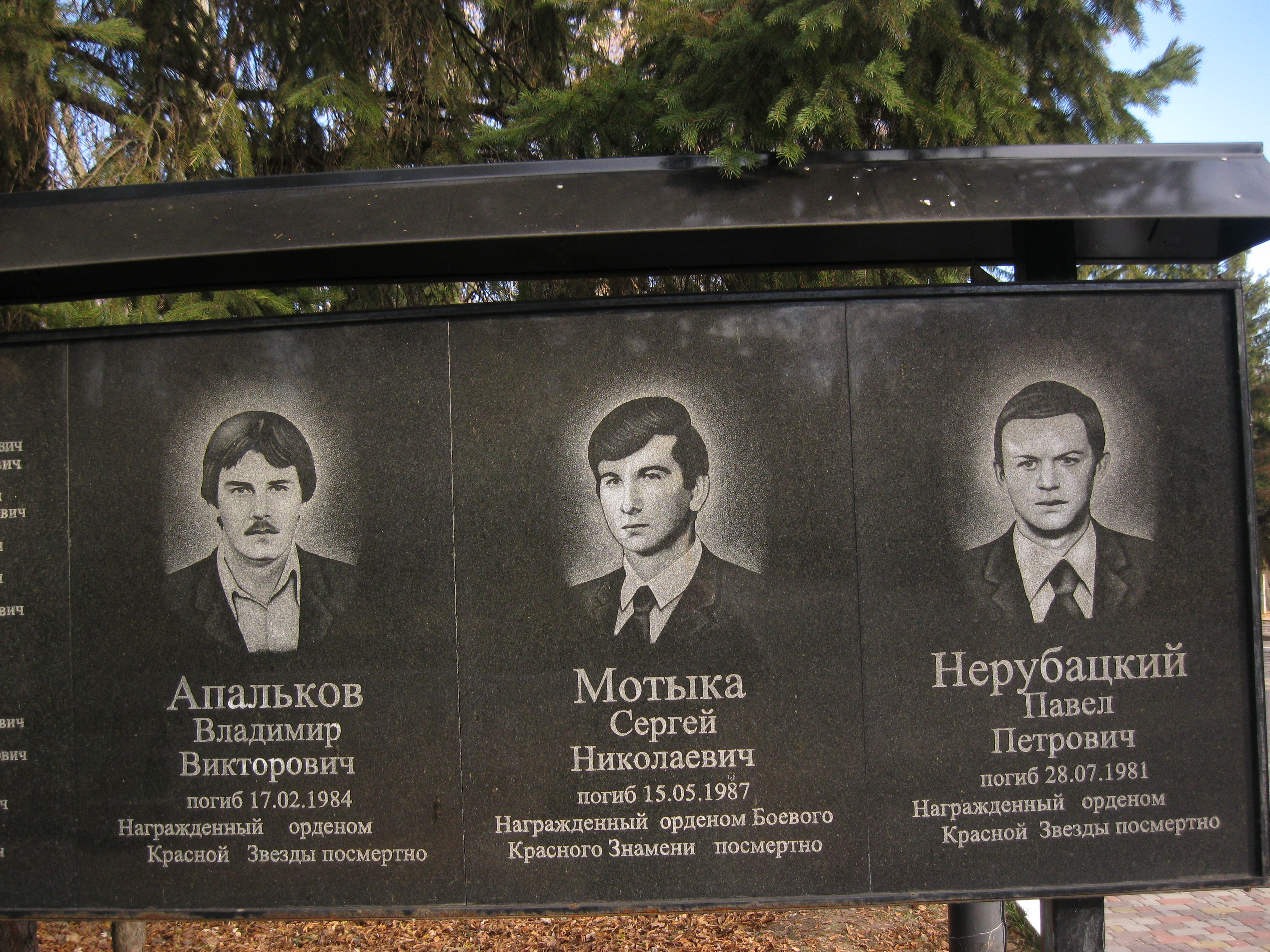
Стела зі списками афганців
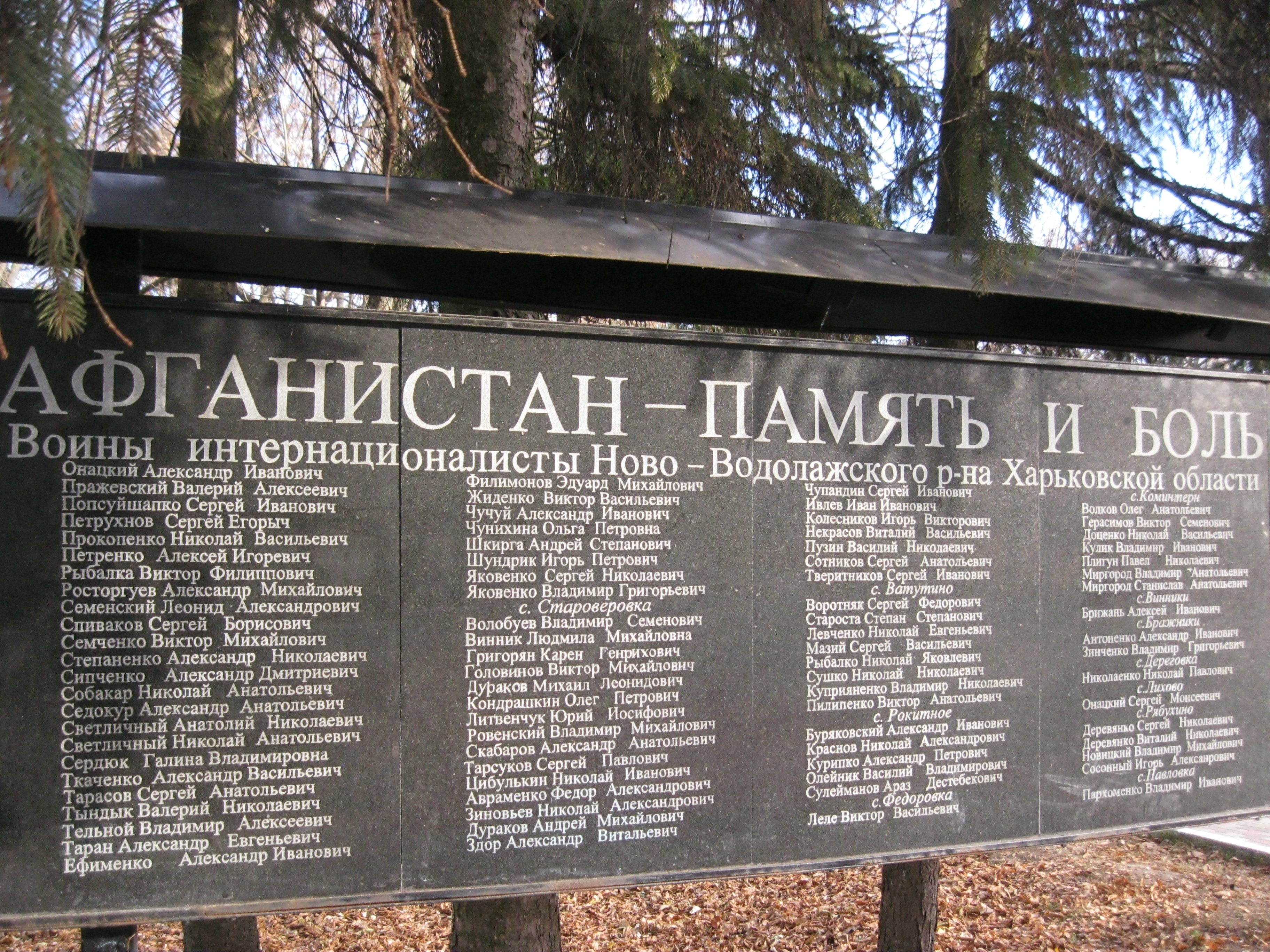
Стела зі списками афганців
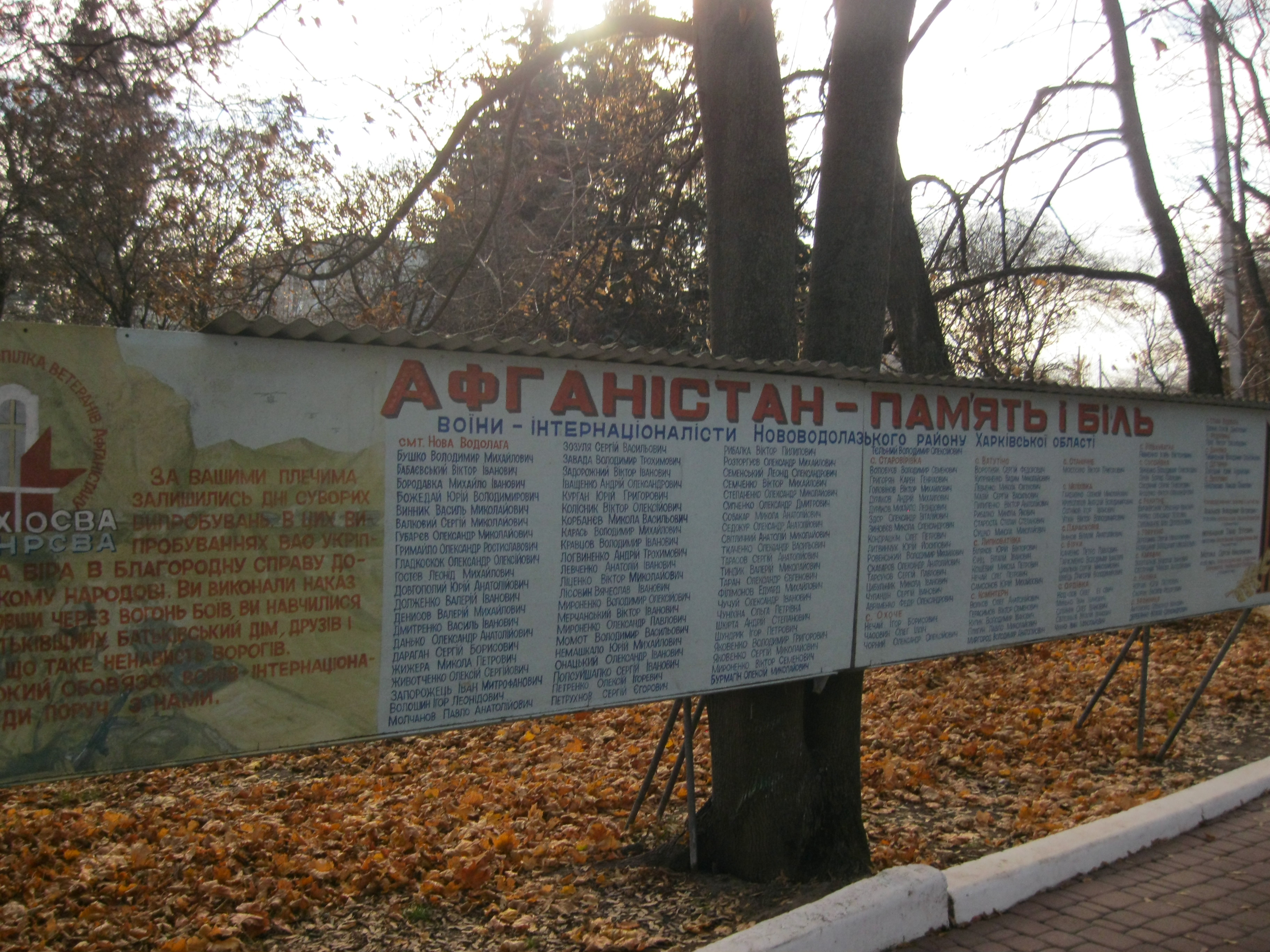
Списки воїнів-афганців
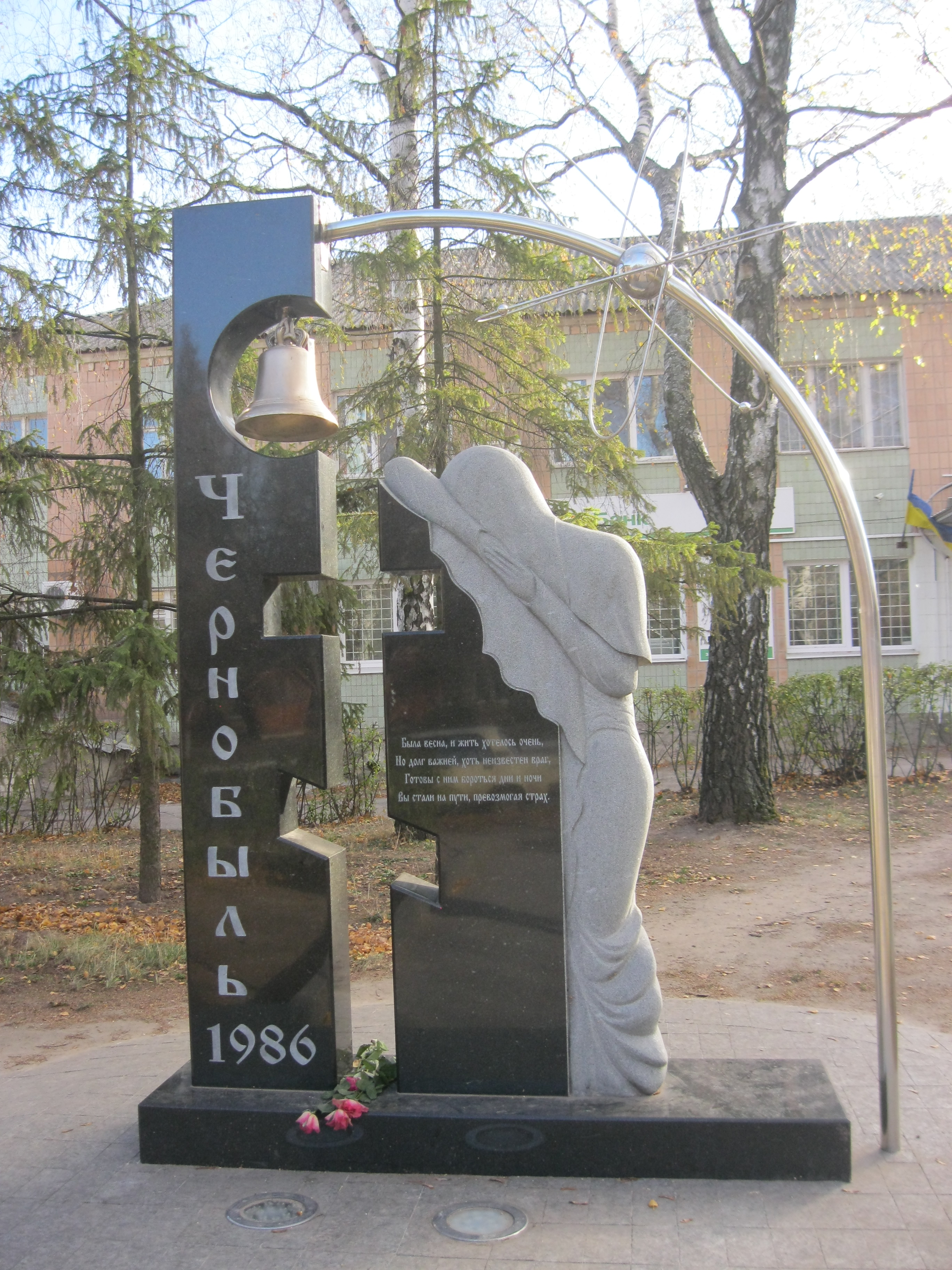
Пам'ятник Чорнобильцям.
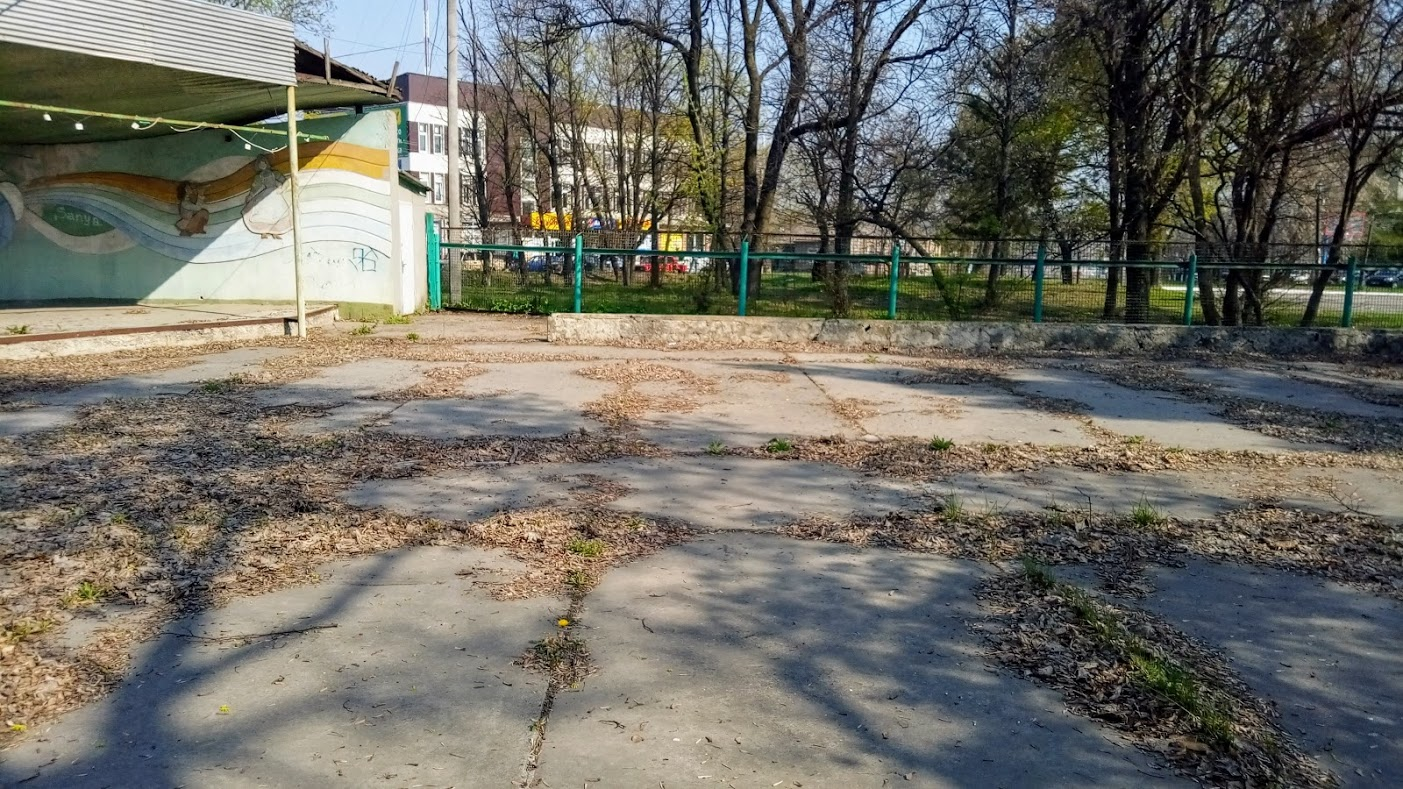
Танцювальний майданчик.
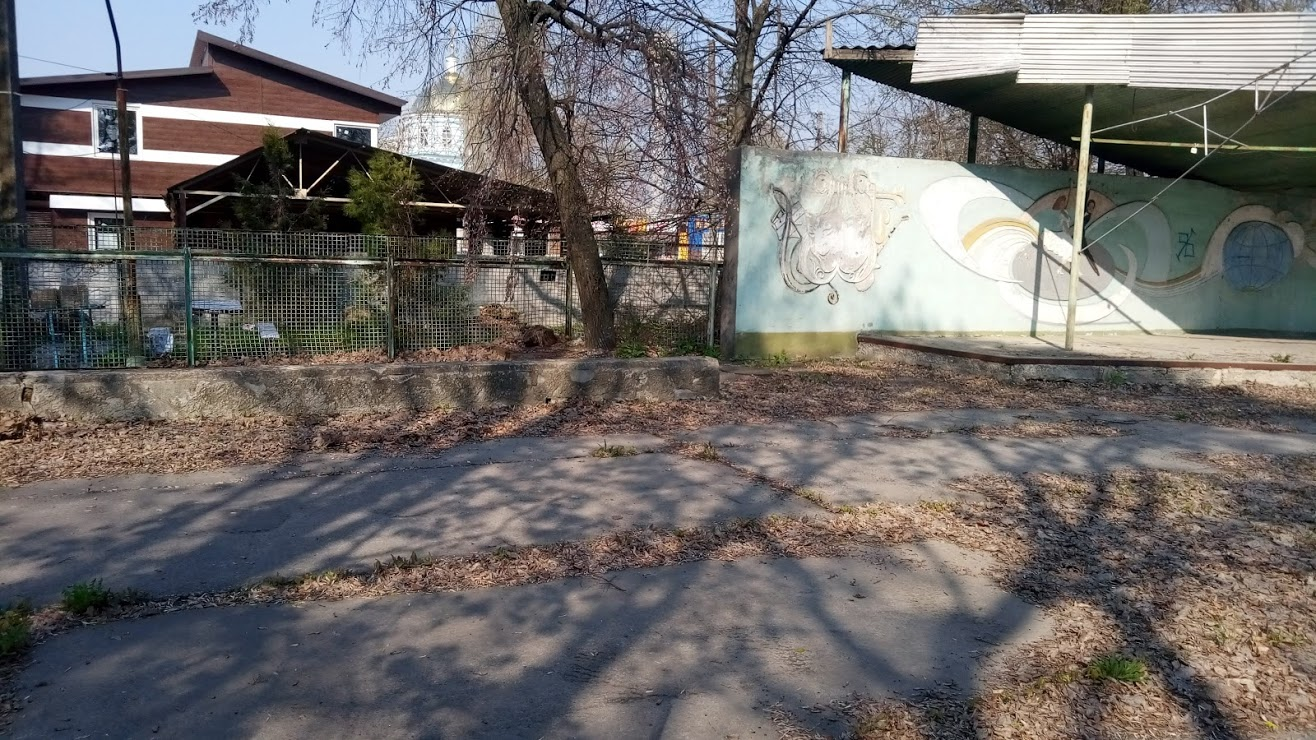
Танцювальний майданчик. Вид збоку.
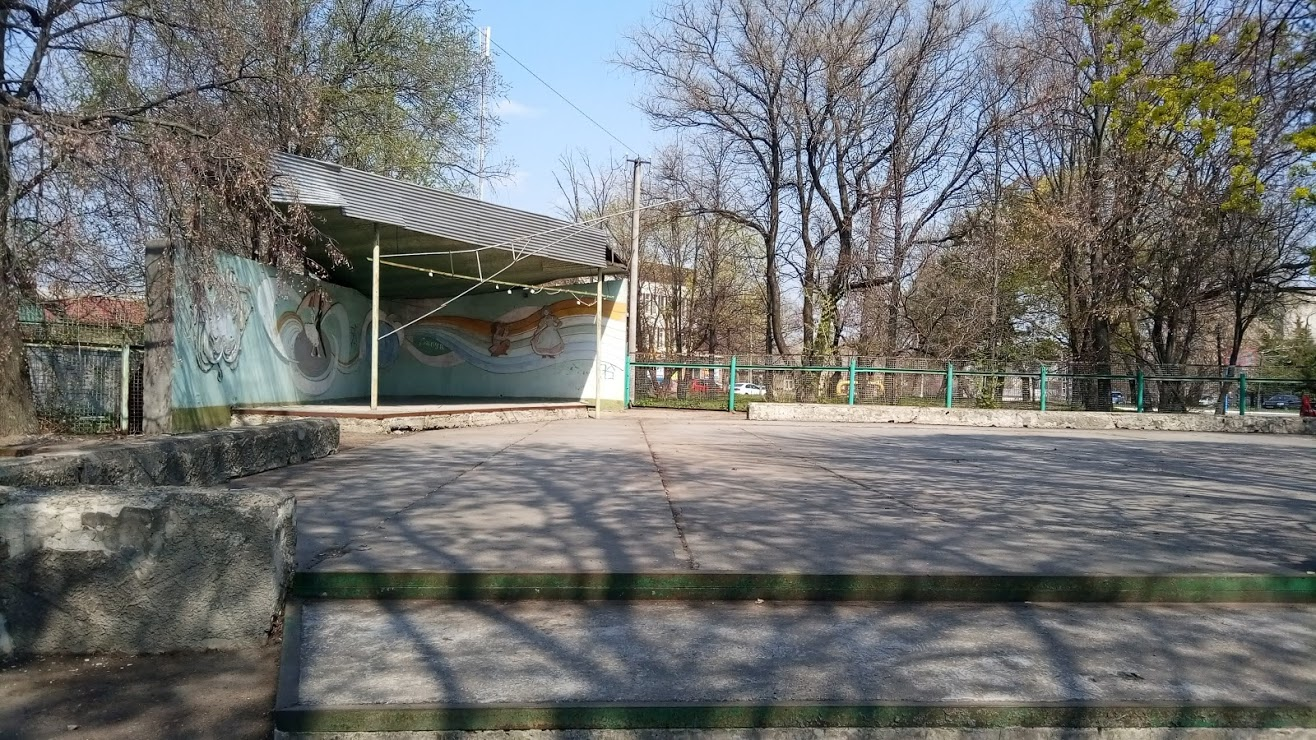
Танцювальний майданчик. Загальний план.

## Нова Водолага у мистецтві
- Нова Водолага згадується як місце проживання бідолаги з пісні «Чікаго» харківського гурту «Танок на майдані Конґо»[17].

## Персоналії
- Арсенко Арсен Діонисович (Попсуйшапка) — баритон, український і білоруський оперний та камерний співак, народний артист Білоруської РСР;
- Барабаш Олександр Тихонович — український вчений-правознавець;
- Дударчик Зінаїда Кузьмівна — українська поетеса;
- Коваленко Богдан Сергійович (1998—2020) — старший солдат Збройних сил України, учасник російсько-української війни;
- Мироненко Ірина Дмитрівна (* 1960) — українська поетеса, журналістка, редакторка.
- Петро Панч — видатний український радянський письменник, у 1920—1922 роках жив у Новій Водолазі;
- Яким Погребняк — народний майстер-зодчий, який збудував Троїцький собор у Самарі без жодного залізного цвяха;
- Олексій Пахучий — архітектор та реставратор, зокрема, відновивший Троїцький собор у Самарі;
- Попсуй-Шапка Митрофан Антонович — полковник Армії УНР[18];
- А. В. Мізін — художник;
- С. П. Чмєльов (1846—1941) — письменник-гуморист.